# Opigena pyramis
Opigena pyramis är en fjärilsart som beskrevs av Moritz Balthasar Borkhausen 1792. Opigena pyramis ingår i släktet Opigena och familjen nattflyn. Inga underarter finns listade i Catalogue of Life.